# ジェネシー郡 (ニューヨーク州)
ジェネシー郡（英: Genesee County）は、アメリカ合衆国ニューヨーク州の西部に位置する郡である。人口は5万8388人（2020年）。郡庁所在地はバタビアであり、同郡で人口最大の都市である。郡名はセネカ族インディアンの言葉で「美しいバレー」を意味する "Gen-nis'-hee-yo" から派生した。

## 歴史

### 先コロンブス期
氷河期の1万年から1万2千年前、バイロンのヒスコック遺跡に人類の痕跡が見られる。マストドンの顎骨、牙、歯、など動物の骨と共に、様々な人工の道具、陶器、金属、皮を発見した。これはこの史跡の場所を人類が長く占有していたことを示している。この遺跡は氷河時代の考古学的発見として、北アメリカで最も重要なものと考えられている。
この地域では、その後の数千年間で先住民の様々な文化が生まれた。ヨーロッパ人が探検する数百年前、イロコイ語を話すセネカ族インディアンが現在のニューヨーク州中央部に展開していた。ハウデノソーニー（イロコイ連邦）最初5部族の1つになった。1639年から17世紀の間、セネカ族はニューヨーク州西部に侵入し、そこに先住していたウェンロー族、エリー族、ニュートラル族を追い出した。

### 植民地と独立戦争の時代
1683年にニューヨーク植民地で郡が作られたとき、現在のジェネシー郡地域はオールバニ郡に属していた。これは巨大な郡であり、ニューヨーク州北部とバーモント州の全てを含んでおり、さらに理論的には西の太平洋岸まで広がっていた。1766年7月3日に、カンバーランド郡を分離し、1770年3月16日にグロスター郡を分離したが、どちらも現在はバーモント州に含まれている。1772年3月12日、オールバニ郡の残りが3つに分割され、1つはオールバニ郡の名前で残った。1つは西部に作られたトライアン郡だった。トライアン郡の東部境界は現在のスケネクタディ市の西約5マイル (8 km) にあり、アディロンダック山地の西側と、デラウェア川西支流より西の領域を含んでいた。トライオン郡に指定された地域には現在のニューヨーク州37郡が入っている。ニューヨーク植民地総督のウィリアム・トライアンに因んで名付けられた。1784年、アメリカ独立戦争を終わらせた条約締結に続いて、トライアン郡はモンゴメリー郡に改名された。これは独立戦争時の将軍リチャード・モントゴメリーに因む命名だった。モントゴメリーはカナダで数か所を占領した後、ケベック市攻略中に戦死した。憎まれたイギリスの総督に代わる命名だった。この頃、ペンシルベニア植民地とマサチューセッツ湾植民地もこの地域の領有を主張しており、ニューヨーク州はその領有主張を強行しなかった。1789年、フェルプスとゴーラムの買収を行った結果として、モンゴメリー郡からオンタリオ郡が分離した。この時点でも西側の境界は太平洋まで伸びている状態だった。

### ニューヨーク州
ニューヨーク州西部が公式にニューヨーク州の領土と確定したのは、1793年のホランド買収が行われてからだった。1801年からバテイビアにあったホランド土地会社の事務所で、地域の土地が販売された。ニューヨーク州西部の土地は全て新設のジェネシー郡となり、その中にバテイビアの町があるだけだった。
ジェネシー郡はオンタリオ郡の中から7,100平方マイル (18,000 km2) を分離して設立された。直ぐには統治組織が作られなかったので、オンタリオ郡の管理下に置かれていたが、1803年3月に郡政府が組織され、完全に分離した。
1806年4月7日、郡域からアリゲイニー郡が分離され、面積は5,550平方マイル (14,400 km2) に減った。1808年3月8日、カタラウガス郡、シャトークア郡、ナイアガラ郡が分離され、面積は1,650平方マイル (4,300 km2) まで小さくなった。さらに1821年2月23日、リビングストン郡とモンロー郡を創設したときの複雑な操作により、面積は1,450平方マイル (3,800 km2) となった。1825年4月15日、オーリンズ郡を分離して面積は1,030平方マイル (2,700 km2) となった。1826年5月1日、オーリンズ郡分離について測量が行われ、郡境の西半分に沿った10平方マイル (26 km2) が返還された。1841年3月19日、ワイオミング郡を分離し、現在ある500平方マイル (1,300 km2) となった。
2009年、バテイビア市とバテイビア町が合併あるいは政府を統合する方策を検討し始めた。

## 地理
アメリカ合衆国国勢調査局に拠れば、郡域全面積は495平方マイル (1,282.0 km2)であり、このうち陸地494平方マイル (1,279.5 km2)、水域は1平方マイル (2.6 km2)で水域率は0.25%である。ジェネシー郡はニューヨーク州西部にあり、バッファロー市の東、ロチェスター市の南西に位置している。

### 主要高規格道路
- 州間高速道路90号線(ニューヨーク州スルーウェイ）
- アメリカ国道20号線
- ニューヨーク州道5号線
- ニューヨーク州道19号線
- ニューヨーク州道33号線
- ニューヨーク州道63号線
- ニューヨーク州道77号線
- ニューヨーク州道98号線

### 河川
郡内には次の河川がある。
- ブラック・クリーク
- カナセラガ・クリークからオートカ・クリーク（ベアーズ、コネサス、カユガ各クリークを除く）
- ハニー・クリーク
- マッド・クリーク
- マーダー・クリーク
- オークオーチャード・クリーク
- オートカ・クリーク
- ランサム・クリーク、河口まで
- トナワンダ・クリーク、中流域
- トナワンダ・クリーク、上流域

### 隣接する郡
- エリー郡 - 西
- リビングストン郡 - 南東
- モンロー郡 - 東
- ナイアガラ郡 - 北西
- オーリンズ郡 - 北
- ワイオミング郡 - 南

### 国立保護地域
- イロコイ国立野生生物保護区（部分）

## 郡政府と政治
ジェネシー郡は12人の議員による議会が統治しており、議会は議長が主宰している。
ニューヨーク州議会下院では第139選挙区に、上院では第61選挙区に入っている。アメリカ合衆国下院議員ではニューヨーク州第27選挙区に入っており、2013年時点では共和党員を選出している。
司法では次の区に入っている。
- ニューヨーク州最高裁判所第8司法地区
- ニューヨーク州最高裁判所控訴部門第4地区

## 人口動態
以下は2000年国勢調査による人口統計データである。
| 基礎データ - 人口: 60,370 人 - 世帯数: 22,770 世帯 - 家族数: 15,825 家族 - 人口密度: 47人/km2（122人/mi2） - 住居数: 24,190 軒 - 住居密度: 19軒/km2（49軒/mi2） 人種別人口構成 - 白人: 94.69% - アフリカン・アメリカン: 2.13% - ネイティブ・アメリカン: 0.78% - アジア人: 0.48% - 太平洋諸島系: 0.02% - その他の人種: 0.71% - 混血: 1.18% - ヒスパニック・ラテン系: 1.50% 先祖による構成 - ドイツ系：25.0% - イタリア系：15.2% - イギリス系：13.5% - アイルランド系：13.1% - ポーランド系：8.9% - アメリカ人：5.6% 言語による構成 - 英語：96.5% - スペイン語：1.5% | 年齢別人口構成 - 18歳未満: 26.1% - 18-24歳: 7.5% - 25-44歳: 29.5% - 45-64歳: 22.6% - 65歳以上: 14.3% - 年齢の中央値: 37歳 - 性比（女性100人あたり男性の人口） - 総人口: 96.9 - 18歳以上: 95.0 世帯と家族（対世帯数） - 18歳未満の子供がいる: 33.3% - 結婚・同居している夫婦: 55.4% - 未婚・離婚・死別女性が世帯主: 9.8% - 非家族世帯: 30.5% - 単身世帯: 24.8% - 65歳以上の老人1人暮らし: 11.1% - 平均構成人数 - 世帯: 2.59人 - 家族: 3.10人 収入と家計 - 収入の中央値 - 世帯: 40,542米ドル - 家族: 47,771米ドル - 性別 - 男性: 34,430米ドル - 女性: 23,788米ドル - 人口1人あたり収入: 18,498米ドル - 貧困線以下 - 対人口: 7.6% - 対家族数: 5.6% - 18歳未満: 9.0% - 65歳以上: 6.8% |

## 都市と町
- バタビア市 - 郡庁所在地
- アラバマ町[19]
- アレクサンダー村
- アレクサンダー町
- アッティカ村（一部はワイオミング郡内）
- バテイビア町
- バーゲン村
- バーゲン町
- ベサニー町
- バイロン町
- コーフ村
- ダリエン町
- エルバ村
- エルバ町
- ルロイ村
- ルロイ町
- オークフィールド村
- オークフィールド町
- パビリオン町
- ペンブローク町
- スタッフォード町

### インディアン居留地
- トナワンダ居留地

## 公園とレクリエーション

### 州立公園
- ダリエン湖州立公園
- オーク・オーチャード野生生物管理地域
- トナワンダ野生生物管理地域

### ジェネシー郡立公園
- ジェネシー郡公園と森、広さ430エーカー (1.7 km2) の森と丘陵[20]
- デウィット・レクリエーション地域、広さ63エーカー (0.25 km2)、その中に広さ38エーカー (0.15 km2)  の池がある

## 教育
郡内には8つの教育学区がある。
- アレクサンダー中央教育学区、
- バテイビア市教育学区、
- バイロン・バーゲン中央教育学区、
- エルバ中央教育学区、
- ルロイ中央教育学区、
- オークフィールド・アラバマ中央教育学区、
- パビリオン中央教育学区、
- ペン部録中央教育学区、

初等中等レベルの私立学校もある。
- セントジョセフ小学校、バテイビア
- ノートルダム高校、バテイビア
- セントポール・ルーテル学校、バテイビア
- メアリーズグレース学校、バテイビア
- ジェネシー・クリスチャン・アカデミー、バテイビア
- 聖家族学校、ルロイ（2012年に閉校[21])

ジェネシー・コミュニティカレッジはバテイビア町にメインキャンパスがある。